# Mitología de África Occidental
La mitología de África Occidental se refiere al cuerpo de mitos de los pueblos de África Occidental. Consiste en cuentos sobre varias deidades, seres, criaturas legendarias, héroes y cuentos populares de varios grupos étnicos. Algunos de estos mitos cruzaron el Atlántico durante el período del comercio transatlántico de esclavos y se hicieron parte de las mitologías caribeña, cubana y brasileña.

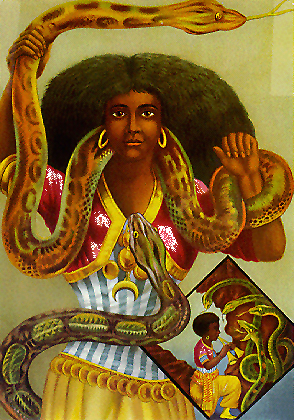
Mami Wata, una figura prominente de la mitología de África Occidental.

Los mitos escritos de África occidental no se establecieron hasta el siglo XIX. La mayoría de los mitos se transmitieron oralmente de generación a generación. Estos mitos fueron narrados por cuentacuentos y abuelos. También son narrados por los griots de Malí y Senegal, Níger y el norte de Nigeria.

## Por país

### Nigeria
La mitología de Nigeria es diversa gracias a los diversos grupos étnicos que existen el país. Entre los elementos de la mitología yoruba se encuentran los Orisha, un panteón de deidades que son veneradas también en las religiones del candomblé, la santería y el vudú haitiano en la diáspora africana.
Otra categoría de entidades sobrenaturales en la mitología yoruba son los Abiku, niños del mundo espiritual que mueren antes de alcanzar la pubertad. El término abiku también se refiere a los espíritus que históricamente se afirma habitan en los árboles.
Los Egbere son criaturas o espíritus malévolos que viven en los arbustos y bosques y pueden verse de noche. Se dice que son bajos, poseen una pequeña estera y lloran todo el tiempo. Según la leyenda, quien les quite la estera se hará rico.
En la mitología del pueblo igbo del sureste de Nigeria, los Ogbanye son espíritus malignos que se disfrazan de niños y que causan desgracias y dolor. Se creía que dentro de cierto tiempo desde su nacimiento (usualmente no después de la pubertad), los ọgbanye mueren deliberadamente y luego renacen como el siguiente hijo de la familia y repiten el ciclo, causando mucho dolor. Se dice que los espíritus malignos cargan con unas piedras llamadas Iyi-uwa, que entierran en algún lugar secreto. La Iyi-uwa es usada por el ọgbanye para regresar al mundo humano y encontrar a la familia que ha escogido como su objetivo, de forma que destruir el Iyi-uwa corta la conexión del ogbanye y libera a la familia del tormento.
En el norte de Nigeria, entre el pueblo Kanuri del antiguo Imperio Bornu en la región del lago Chad, hay creencias sobre una forma de hombres hienas que reciben el nombre de bultungin, que se traduce como «Me transformo en hiena». Se creía tradicionalmente alguna vez que una o dos de las aldeas de la región estaban pobladas en su totalidad por hombres hiena, como Kabultiloa.
Las Mami Wata son espíritus o criaturas que viven en los ríos y océanos. A menudo se las describe como una suerte de sirena, con la parte superior del cuerpo de una mujer (a menudo desnuda) y la parte inferior de un pez o serpiente. En otras narraciones, las Mami Wata tienen una apariencia completamente humana, aunque nunca son humanas. La existencia y la importancia espiritual de las Mami Wata están profundamente arraigadas en las antiguas tradiciones y mitología de la costa sur de Nigeria. Las Mami Wata a menudo llevan adornos caros como peines, espejos o relojes. Una inmensa serpiente la acompaña frecuentemente, envolviéndola y poniendo su cabeza entre sus pechos. Otras veces, es posible que intente pasar como completamente humana, deambulando por mercados concurridos o visitando bares. También se puede manifestar en otras formas, incluso como hombre.
La tortuga (en yoruba: Ijapa, en igbo: Mbeku) forma también parte de la mitología nigeriana, ya que se le considera un trickster y aparece bastante en el folclore del sur de Nigeria, mientras que la liebre (en hausa: Zomo) aparece bastante en tal rol el norte de Nigeria.

### Ghana
En el folklore Ewé de Togo y Ghana, Adze es un ser vampírico que toma la forma de una luciérnaga, aunque se transforma a su forma humana al ser capturado. Cuando se encuentra en forma humana, el adze tiene el poder de poseer a los seres humanos. En forma de luciérnaga, el adze cruza a través de puertas cerradas por la noche y chupa la sangre de las personas mientras duermen. La víctima enferma y muere.
Una mitología similar del pueblo Akan del sur de Ghana, así como Costa de Marfil, Togo y la Jamaica del siglo XVIII habla de criaturas llamadas Asasabonsam o Sasabonsam, vampiros que viven en los bosques y se alimentan de personas que deambulan por allí. Se dice que tiene dientes de hierro, piel rosada, cabello largo y rojo y garfios de hierro en lugar de pies y viven en los árboles, atacando desde arriba en su forma humanoide, teniendo características de murciélago, incluyendo alas.
El Obayifo es una criatura mitológica similar a un vampiro o bruja procedente, del folclore Asante. En el folclore Asante, los obayifo son muy comunes y pueden habitar los cuerpos de cualquier persona. Se les describe como de ojos cambiantes y obsesionados con la comida. Se dice que cuando viajan de noche emiten una luz fosforescente por las axilas y el ano. El obayifo es similar al Asiman del pueblo Dahomey, una criatura que puede cambiar de forma y volar, convirtiéndose en una bola de luz y cazando en el cielo nocturno.
Anansi, un dios araña trickster de la mitología Akan, es una figura prevalente. Aparece a menudo en cuentos populares interactuando con el Ser Supremo y otras deidades que con frecuencia le otorgan poderes sobrenaturales temporales, como la capacidad de atraer las lluvias o que se hagan otras tareas para él. Algunas tradiciones folclóricas describen a Anansi como el hijo de la Madre Tierra Asase Yaa. En otros relatos, Anansi a veces también es considerado un Abosom (deidad menor) en la espiritualidad akan, a pesar de ser comúnmente reconocido como un trickster.

### Benín
La mitología de Benín proviene principalmente de Dahomey. Hay varios dioses en la religión de Dahomey, cada uno con su propia mitología. Mitos de los pueblos Fon y Ewe incluyen a las Aziza, criaturas parecidas a hadas y que viven en los bosques. Según la leyenda, dan magia buena para los cazadores, y es sabido también que han brindado conocimientos prácticos y espirituales a las personas. La descripción común de los Aziza establece que hay personas peludas y se dice que viven en hormigueros y ceibas.

### Camerún
Entre los grupos étnicos Sawa de Camerún, particularmente los pueblos Duala, Bakweri, Malimba, Batanga, Bakoko, Oroko y los pueblos Sawa relacionados, una yengu (plural miengu;  entre los Bakweri, liengu) es un espíritu del agua. Las miengu son similares a los espíritus Mami Wata, y en Bakoko se los conoce como Bisima.
La apariencia de las miengu difiere de un inviduo a otro, pero típicamente se dice que son hermosas figuras como sirenas, con cabello largo y hermosos dientes separados. Viven en los ríos y el mar y traen buena fortuna a quienes les rinden culto. También pueden curar enfermedades y actuar como intermediarias entre los fieles y el mundo de los espíritus. Usualmente, se establecen cultos Yengu para adorar a las Miengu.

### Níger
En la mitología de Níger, el Hira es un monstruo mítico que aparece en cuentos épicos y folclóricos del pueblo Songhai, en particular del pueblo Bozo, en los que se enfrenta al héroe nacional Moussa Gname.
Los Zin son espíritus acuáticos míticos que habitan ríos y lagos en la mitología del pueblo Songhai. Son similares a los Zin Kibaru, espíritus ciegos que habitan los ríos y que dan órdenes a los peces.

### Malí
La mitología de Malí proviene de una variedad de etnias. Entre el pueblo Dogón, los Nommos son descritos usualmente como criaturas anfibias, hermafroditas, parecidas a peces. En las representaciones en el arte popular, los Nommos aparecen como criaturas con torsos superiores y piernas o pies humanoides y un torso inferior y cola similares a los de un pez. Los nommos son, según la leyenda, los primeros seres vivos. De acuerdo con las leyendas astrológicas de los Dogón (o al menos, su descripción por parte de antropólogos occidentales), los Nommos eran habitantes de un mundo que giraba alrededor de la estrella Sirio, y descendieron del cielo en una nave acompañada de fuego y truenos. Tras su llegada, los Nommos crearon un depósito de agua y posteriormente se sumergieron en ella. Las leyendas de los Dogón afirman que los Nommos requerían un ambiente acuoso para vivir.

### Gambia
En Gambia, la mayoría del folclore propone la existencia de una criatura llamada Ninki Nanka. Sus descripciones varían, pero la mayoría sostiene que el animal es de forma reptiliana y posiblemente similar a un dragón. El Ninki Nanka vive en los pantanos. Atrajo atención general cuando en 2006, un grupo de «cazadores de dragones» del Centro de Zoología Forteana (CFZ), un grupo de criptozoólogos, viajó a Gambia a investigar el Ninki Nanka y obtener testimonios de quienes afirmaban haber visto a la mítica criatura.

### Senegal
En la mitología de los pueblos wólof y lebou, los yumboes son seres sobrenaturales, muy similares a las hadas europeas. También reciben el nombre de Bakhna Rakhna que significa literalmente gente buena. Se dice que son completamente de un color blanco perlado. A veces se afirma que tienen el pelo plateado. Miden alrededor de sesenta centímetros de estatura.
Los Yumboes viven debajo de las colinas de Paps y salen a bailar a la luz de la luna. Se dan festines en grandes mesas, en las que les atienden sirvientes invisibles excepto por sus manos y pies. Los yumboes comen peces y maíz, que le roban a los humanos. Invitan tanto a los nativos como a foráneos a sus banquetes.

## Cuentos populares
- El Espantapájaros: Historia basada en una familia de arañas viviendo en una granja. Sus nombres eran Anaanu (el padre), Kornorley (la madre) y Kwakute (el hijo). Anaanu reunió a su familia y les hizo saber que moriría pronto y deseaba ser puesto en un ataúd sin clavos y colocado en medio del ñame con un cuenco y una cuchara. Anaanu murió a los pocos días y su familia hizo exactamente lo que había pedido. Cuando su familia iba a visitarlo todos los días, notaron que sus ñames desaparecían. Anaanu salía de su ataúd y se comía los ñames y se volvía a acostar. Kwakute, se cansó de que un «ladrón» se robara los ñames, así que instaló un espantapájaros hecho de pegamento y se fue. Anaanu no sabía que su hijo lo había puesto, así que le gritó al espantapájaros y comenzó a golpearlo, con lo cual Anaanu se quedó pegado y su familia lo vio a la mañana siguiente. Anaanu se avergonzó y corrió a esconderse en los techos y es por ello que siempre se pueden encontrar arañas en los techos.[36]
- El Tonto Sabio: Esta historia se basa en un hombre nacido en una numerosa familia pero que era tratado de manera diferente. La gente de su pueblo se burlaba de él cada día. Un día su madre encontró un bebé de largos cabellos. Esperó unos días a ver si alguien reclamaba al bebé, pero nadie lo hizo, así que le cortó el pelo. Un grupo de hadas vino entonces a reclamar al bebé, pero querían que le volvieran a poner el pelo. Todo el mundo sabía que eso era imposible y trataron de ofrecerles regalos pero declararon que la mujer moriría en castigo. El hombre, conocido como el tonto, dio un paso al frente y dijo que las hadas eran libres de llevarse a su madre una vez hubieran limpiado todas las huellas que dejaron al cruzar su tierra. Estando de acuerdo, intentaron hacerlo, pero por cada huella que despejaban, dejaban más tras de sí. Finalmente, las hadas se dieron por vencidas y se fueron. Esto ha hecho que nadie sea expulsado y que todos sean tratados igual que los demás.[36]
- Cómo la tortuga ganó al perder. Esta historia trata sobre una tortuga y su esposa que se quedan sin comida. Tortuga fue con su suegro y le pidió algo de comida. El suegro dijo que sí y la tortuga se llevó la comida a casa, y la tortuga y su esposa la comieron a los pocos días. Tortuga no quería pedir más comida, así que decidió esperar hasta el anochecer e ir a robársela. Llenó demasiado la canasta que llevó hasta que se hizo demasiado pesada, pero aun así continuó tratando de levantarla. La tortuga fue atrapada en la mañana por su suegro y fue atada a un árbol donde todos pudieran verlo. La gente se detenía y preguntaba por qué seguía allí días después. Decían que el padre era más malvado que la tortuga siendo ladrona. La culpa pasó a ser de los padres y es por esto que la gente puede hacerse no querer incluso cuando al parecer tienen la razón sobre cómo se siente la gente.[36]
- El elefante, la tortuga y la liebre. Historia basada en una carrera para decidir quién era el más rápido. El elefante, la tortuga y la liebre comienzan la carrera y tanto el elefante como la liebre eran más rápidos que la tortuga. Sin embargo, Tortuga tenía un plan, en el que alinearía a su familia y amigos en diferentes intervalos de la carrera, de manera que ellos serían los contabilizados. Al final, la tortuga ganó, pero fue otro miembro de su familia quien cruzó la línea de meta. Nadie supo que no era la tortuga del comienzo de la carrera la que cruzó la línea de meta.[36]
- La Medicina para Mordeduras de Serpiente. Esta es la historia de un cazador, que era muy pobre. Un día fue a cazar y se topó con un agujero con animales y un hombre adentro que se habían quedado atascados. Todos le rogaron al cazador que los soltara y él lo hizo. Todos estaban tan agradecidos que le trajeron regalos, que resultaron ser robados del jefe de la aldea. Un regalo de hecho no lo era y fue de una serpiente que dijo que era una medicina contra todas las mordeduras de serpiente. El amigo del cazador le contó al jefe que el cazador tenía todos sus artículos robados. El jefe le dijo a la gente que fuera a buscar al cazador y que éste debía morir. De camino a matar al cazador, la hija del jefe fue mordida por una serpiente. La única persona que podía salvarla era, pues, el cazador. El cazador le dio la medicina a la hija del jefe y fue liberado. El amigo del cazador fue sentenciado a tomar el lugar del cazador y fue asesinado.[36]
- El amor de una madre: una historia sobre dos esposas casadas con un hombre. Una podía tener hijos y la otra no. La que podía tener hijos, tuvo una hija. La otra esposa se volvió mala. La madre tuvo que ir a un mercado que estaba a unos días de camino y dejó a su hija con la otra esposa. También dejó comida para que ella le diera de comer a su hija. La madre se fue y la otra esposa comenzó a ser mala con la hija. Hizo que la hija hiciera muchas tareas y recados con poca o ninguna comida y agua. La hija comenzó a llorar y a cantar una canción en el suelo que eventualmente llegaría a oídos de su madre. Cuando la madre regresó, su hija se había hundido en el suelo y solo asomaba su cabeza. La madre clamó a los dioses y sintieron lástima por ella, así que abrieron el suelo y liberaron a su hija.[36]